# ماکوتو کیمورا
ماکوتو کیمورا (انگلیسی: Makoto Kimura؛ زادهٔ ۱۰ ژوئن ۱۹۷۹) بازیکن فوتبال اهل ژاپن است.
از باشگاه‌هایی که در آن بازی کرده‌است می‌توان به باشگاه فوتبال کاوازاکی فرونتال اشاره کرد.